# Adesmus
Adesmus es un género de escarabajos longicornios.

## Distribución
Se distribuye por el Neotrópico.

## Ejemplares del género

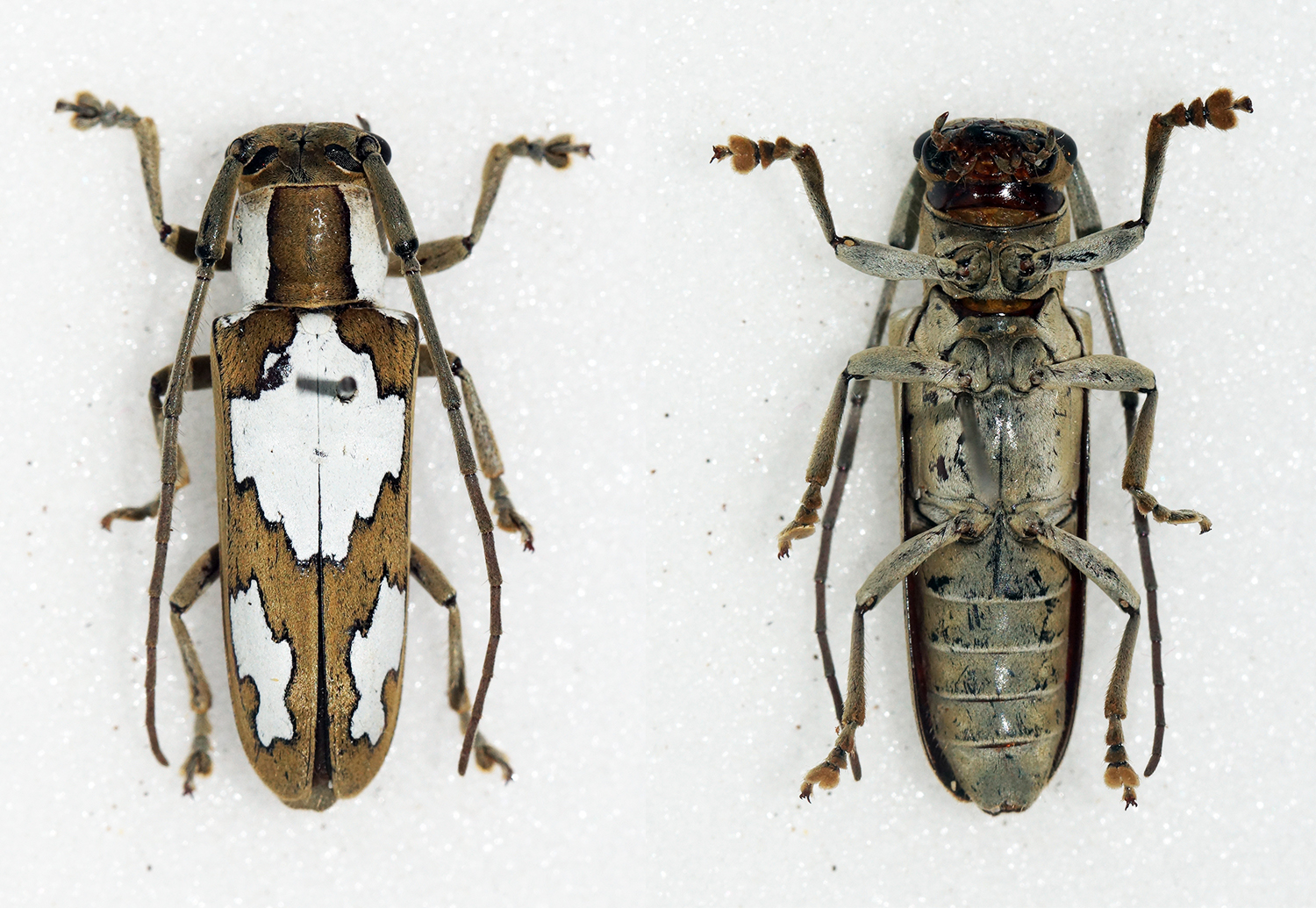
Adesmus divus
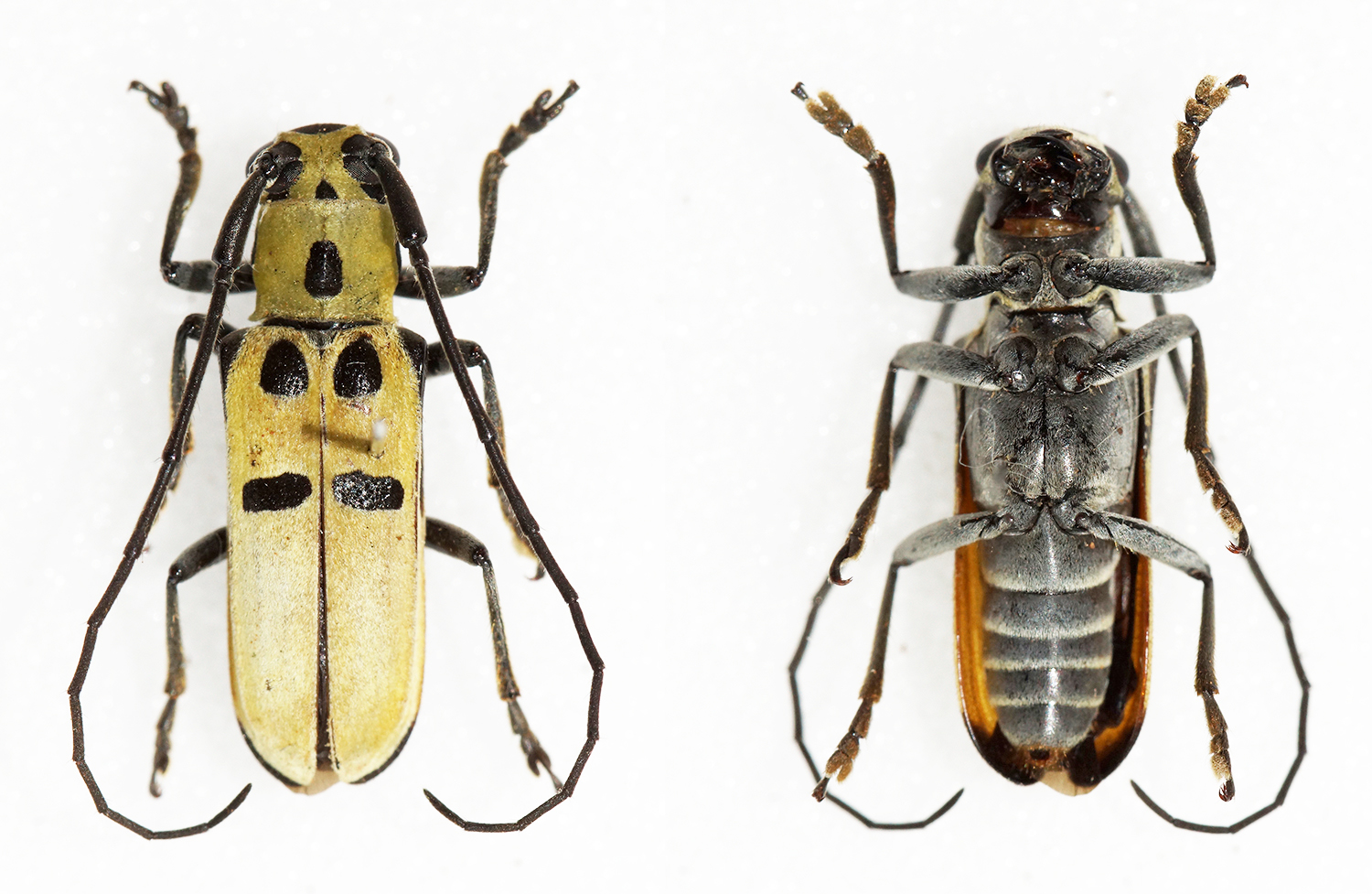
Adesmus hemispilus
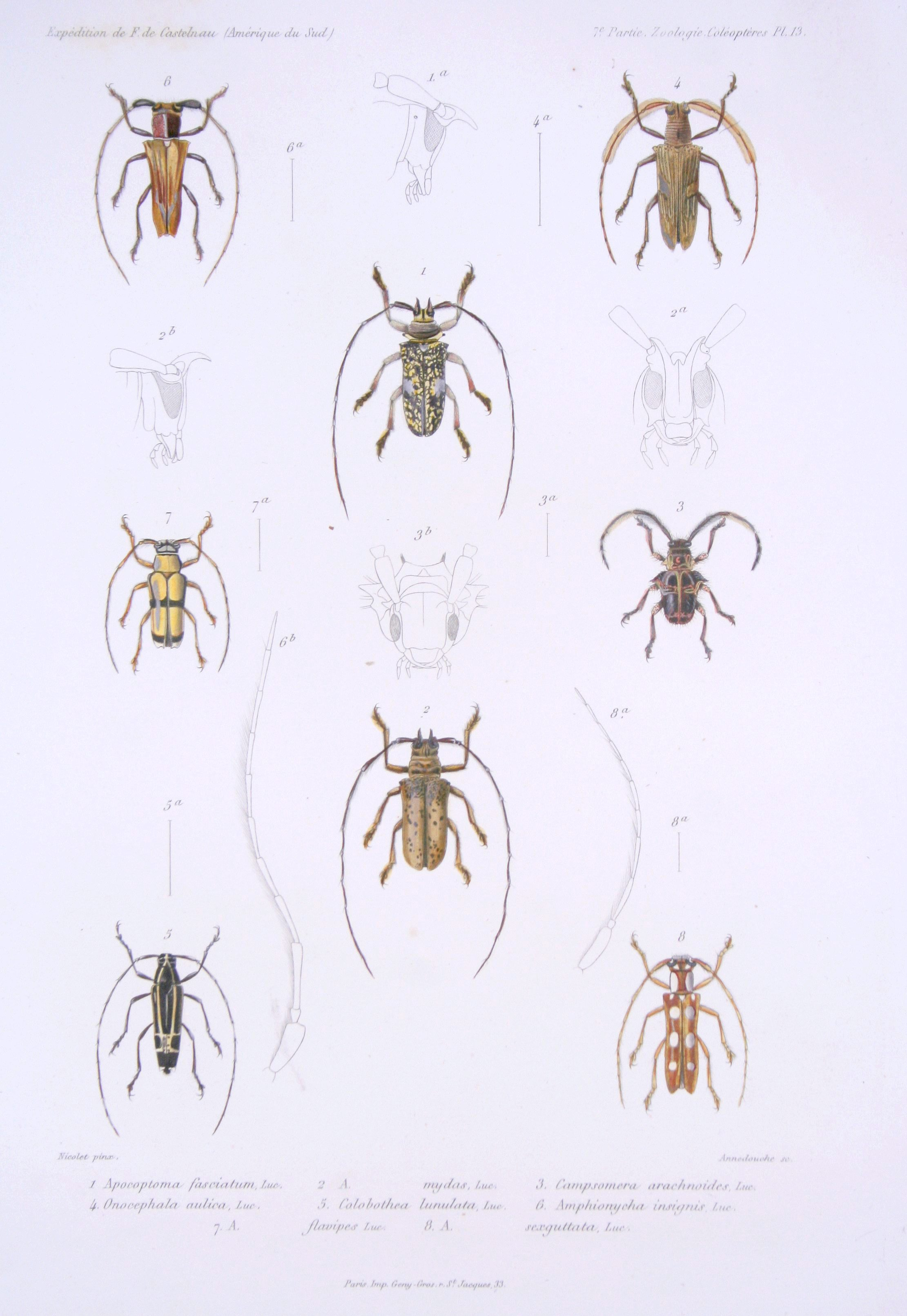
Adesmus clathratus (figura 7)

## Especies
- Adesmus acanga Galileo & Martins, 1999
- Adesmus acangauna Martins & Galileo, 2004
- Adesmus albiventris (Bates, 1881)
- Adesmus alboniger Galileo & Martins, 2013
- Adesmus alboverticis Bezark, Santos-Silva & Botero, 2023
- Adesmus beruri Martins & Galileo, 2011
- Adesmus bisellatus (Bates, 1881)
- Adesmus borgmeieri (Lane, 1976)
- Adesmus brunneiceps (Aurivillius, 1920)
- Adesmus calca Galileo & Martins, 2005
- Adesmus chalumeaui Touroult, 2004
- Adesmus clathratus (Gistel, 1848)
- Adesmus collaris Melzer, 1931
- Adesmus culiki Santos-Silva & al., 2020
- Adesmus delahayei Audureau & Demez, 2016
- Adesmus diana (Thomson, 1860)
- Adesmus dignus Melzer, 1931
- Adesmus divus (Chabrillac, 1857)
- Adesmus facetus Martins & Galileo, 2008
- Adesmus fortunei Lingafelter, 2013
- Adesmus fulvicornis (Bates, 1881)
- Adesmus griseus (Aurivillius, 1900)
- Adesmus guttatus Galileo & Martins, 2005
- Adesmus hemispilus (Germar, 1821)
- Adesmus hipposiderus Galileo & Martins, 2005
- Adesmus hovorei Martins & Galileo, 2004
- Adesmus icambi Martins & Galileo, 2009
- Adesmus juninensis Galileo & Martins, 1999
- Adesmus laetus (Bates, 1881)
- Adesmus lauropalui Monné M. L. & Monné M. A., 2017
- Adesmus leucodryas (Bates, 1881)
- Adesmus martinsi Wappes & Santos-Silva, 2017
- Adesmus meinerti (Aurivillius, 1900)
- Adesmus monnei Galileo & Martins, 2009
- Adesmus moruna Martins & Galileo, 2008
- Adesmus mosapyra Galileo & Martins, 2006
- Adesmus murutinga Martins & Galileo, 2004
- Adesmus nevisi (Gounelle, 1909)
- Adesmus nigriventris (Fleutiaux & Sallé, 1890)
- Adesmus nigrocinctus (Gahan, 1889)
- Adesmus nigrolineatus Martins & Galileo, 2008
- Adesmus niveiceps (Aurivillius, 1900)
- Adesmus ocellatus Galileo & Martins, 2005
- Adesmus paradiana Galileo & Martins, 2004
- Adesmus phoebinus (Aurivillius, 1900)
- Adesmus pilatus Galileo & Martins, 2005
- Adesmus pirauna Galileo & Martins, 1999
- Adesmus postilenatus (Bates, 1881)
- Adesmus pulchellus Galileo & Martins, 1999
- Adesmus pysasu Galileo & Martins, 1999
- Adesmus quadricinctus Galileo & Martins, 1999
- Adesmus sannio Melzer, 1931
- Adesmus seabrai Lane, 1959
- Adesmus sexguttatus (Lucas, 1859)
- Adesmus sexlineatus (Bates, 1881)
- Adesmus simile Galileo & Martins, 2013
- Adesmus stellatus Galileo & Martins, 2005
- Adesmus swifti Galileo & Martins, 2013
- Adesmus temporalis (Aurivillius, 1909)
- Adesmus tribalteatus (Bates, 1881)
- Adesmus turrialba Galileo & Martins, 1999
- Adesmus unicolor Audureau & Demez, 2016
- Adesmus urubu Galileo & Martins, 1999
- Adesmus ventralis (Gahan, 1894)
- Adesmus verticalis (Germar, 1823)
- Adesmus vilhena Galileo & Martins, 1999
- Adesmus vulcanicus Galileo & Martins, 1999
- Adesmus windsori Martins & Galileo, 2004